# Злєховські пагорби
Злєховські пагорби (Zliechovská hornatina) — гірський масив в Словаччині; геоморфологічна підодиниця масиву Стражовські-Врхи. Найвища гора — Стражов (1213 м.). Місце розташування — Тренчинський край і Жилінський край.
Протікають річки Єлешниця і Копанічка.